# Бородавчатки
Бородавчатки (лат. Synanceia) — род морских лучепёрых рыб семейства скорпеновых отряда скорпенообразных. Общая длина тела от 13,5 см (S. nana) до 60 см (S. horrida). Распространены в Индийском и Тихом океанах.

## Виды
В роде бородавчаток 6 видов:
- Synanceia alula
- Synanceia horrida
- Synanceia nana
- Synanceia platyrhyncha
- Synanceia verrucosa — Бородавчатка, или рыба-камень
- Synanceia quinque[4]